# Devoran
Devoran est un village des Cornouailles, en Angleterre. Le village fait partie de la paroisse civile de Feock. Il est aussi le siège de James Wharram Designs. L'architecte naval y a vécu, créé, pendant plus de quarante ans et il y est mort à l'âge de 93 ans. Ses catamarans sont suivis et naviguent dans le monde entier.